# Pi2 Pegasi
Pi2 Pegasi (π2 Pegasi / π2 Peg / 29 Pegasi) es una estrella en la constelación de Pegaso de magnitud aparente +4,29.
Forma una doble óptica con Pi1 Pegasi, aunque las dos estrellas no están gravitacionalmente ligadas. La distancia real entre ellas es de 31 años luz (47.000 UA), pero se mueven por el espacio en direcciones diferentes y con velocidades distintas, por lo que se descarta que formen un verdadero sistema binario.
Distante 252 años luz del sistema solar, Pi2 Pegasi es una gigante amarilla de tipo espectral F5III con una temperatura superficial de 6320 K. Brilla con una luminosidad 92 veces mayor que la luminosidad solar y su radio es 8 veces más grande que el del Sol. Con una masa de 2,5 masas solares, se encuentra en un estado infrecuente dentro de la evolución estelar, con un núcleo inerte de helio antes de iniciar la fusión de este elemento. Asimismo, es una estrella con envoltura, estando rodeada por un disco circunestelar de materia. Su velocidad de rotación es muy elevada para una estrella gigante (145 km/s), implicando un período de rotación igual o inferior a 1,8 días. Estas características atípicas probablemente son consecuencia de su anterior estado evolutivo, cuando todavía era una estrella de tipo B8 en rápida rotación, siendo el disco actual el remanente del disco de una estrella Be (como η Centauri). Su edad se estima en 590 millones de años.